# Proton Perdana (второе поколение)
.